# Ask Hasselbalch
Ask Hasselbalch (født 28. februar 1979 i København) er en dansk filminstruktør som fik sin spillefilmsdebut med superhelte-trilogien Antboy (2013), Antboy: Den Røde Furies hævn (2014) samt Antboy 3 (2016). Alle tre film modtog flere priser, deriblandt en Robert for årets børne- og familiefilm 2014 og 2015 samt Årets Svend 2014 og 2016. Nimbus Film endte med at sælge hele Antboy-trilogien til mere end 80 lande.
I juli 2017 offentliggjorde Det Danske Filminstitut på deres hjemmeside, at Ask Hasselbalch filmatiserer storfilmen Slangens gave, en fortsættelse til Lene Kaaberbøls Skammerens datter-film fra 2015. Filmen blev produceret af Nepenthe Film med et budget på 36 millioner kr. Slangens Gave fik premiere 24. januar 2019. Instruerede TV2s julekalender Kometernes Jul i 2021.
Hasselbalch er uddannet fra Det Kongelige Danske Kunstakademi 2004-2010 med en Master of Fine Arts samt fra filmuddannelsen Super16 årgang 5, 2010.
Han er en af fire værter i filmpodcasten Moviebox, hvor der bliver diskuteret og anmeldt film fra perioden 1975 til 1995 hvilket ca. svarer til VHS mediets storhedstid. Dog med en del udvalgte afstikkere uden for perioden.
Han har medvirket i flere afsnit af filmpodcasten Dårligdommerne, hvor han sammen med værterne har kommenteret Bananen - skræl den før din nabo, Den røde tråd og Elvis Hansen - en samfundshjælper.

## Hæder
I 2015 modtog han Pråsprisen.
Ask Hasselbalch modtog i 2016 Erik Ballings Rejselegat med begrundelsen : “Dette års prismodtager er en filminstruktør og derudover en ægte cineast, der med sin entusiasme og forståelse for mediet såvel som publikum har formået at sætte sit præg på dansk film med noget så sjældent som en stærk trilogi, der falder i publikums smag.“

## Privatliv
Hasselbalch er lillebror til musiker og forfatter Sanne Gottlieb.

## Filmografi
som instruktør
- Sort oktober (2005) - kortfilm
- En sikker vinder (2008) - kortfilm
- Alliancen (2008) - kortfilm
- Huset overfor (2009) - kortfilm
- Vilddyr (2010) - kortfilm
- Antboy (2013)
- Antboy: Den Røde Furies hævn (2014)
- Antboy 3 (2016)
- Skammerens datter II: Slangens gave (2019)
- Kometernes jul  (2021)
- Sygeplejeskolen (2022)